# 松吉医科器械
松吉医科器械株式会社（まつよしいかきかい、英: Matsuyoshi & Co., Ltd.）は、東京都文京区湯島に本社を置き、医療機器、理化学機器の製造ならびに販売を行う企業である。1917年創業。

## 会社概要
「人々の健康と幸せへの貢献を使命に」を経営理念に掲げ、「医療」と「健康」に関するさまざまな商品やサービスを提供している。
医療施設で使用される商品を流通する医療機器専門商社として、診察処置用機器や手術用機器、診療看護衣から家具什器まで、取り扱い品目は多岐に渡り、聴診器など海外メーカーからの輸入販売や、血圧計、マスク、手袋などのオリジナル商品の製造も行うメーカーとしての顔を持つ。
1992年より取扱品目を集約した松吉医療総合カタログを発刊。
2017年10月には創業100周年を迎えた。

## 沿革
- 1917年（大正6年）10月 - 吉田英雄が東京都中央区日本橋本町にて「吉田商店」を創業。
- 1918年（大正7年）5月 - 松井幹一、吉田英雄両名の共同出資により、松吉合名会社を設立。
- 1934年（昭和9年）1月 - 株式会社松吉商店に改組。
- 1944年（昭和19年）1月 - 松吉医科器械株式会社に商号変更。
- 1972年（昭和47年）12月 - 札幌連絡所を開設。
- 1976年（昭和51年）5月 - 札幌連絡所を札幌営業所に改称。
- 2002年（平成14年）7月 - 栃木県佐野市に「佐野物流センター」を開設。
- 2007年（平成19年）12月 - 本社を東京都文京区湯島に移転。
- 2012年（平成24年）7月 - 仙台営業所、福岡営業所を開設。
- 2013年（平成25年）1月 - 名古屋営業所、大阪営業所を開設。
- 2015年（平成27年）12月 - 広島営業所を開設。
- 2017年（平成29年）
  - 7月 - 立川営業所および佐野営業所を開設。札幌営業所を移転。
  - 10月 - 創業100周年を迎えた。
  - 12月 - 名古屋営業所を移転。
- 2018年（平成30年）8月 - 埼玉営業所を開設。
- 2019年（令和元年）12月 - 横浜営業所および京都営業所を開設。佐野営業所を埼玉営業所に統合。
- 2020年（令和2年）8月 - 東京営業所を開設。
- 2021年（令和3年）1月 - 栃木県栃木市に「栃木物流センター」を開設。

## カタログ
| 発刊年月   | カタログ名                      | 掲載商品数 | ページ数 |
| ---------- | ------------------------------- | ---------- | -------- |
| 1992年5月  | 松吉総合カタログvol.100         | 9,000      | 640      |
| 1995年2月  | 松吉総合カタログvol.200         | 7,000      | 704      |
| 1997年12月 | 松吉総合カタログvol.300         | 11,000     | 826      |
| 2000年5月  | 松吉総合カタログvol.500         | 13,000     | 1,006    |
| 2003年10月 | クリニカタログvol.1             | 5,000      | 200      |
| 2006年2月  | 災害対策・救急医療カタログvol.1 | 5,500      | 244      |
| 2006年10月 | 松吉総合カタログvol.600         | 23,500     | 820      |
| 2008年8月  | クリニカタログvol.2             | 6,200      | 188      |
| 2009年9月  | 松吉診察処置カタログvol.1       | 650        | 48       |
| 2010年7月  | 松吉総合カタログvol.700         | 23,000     | 1,152    |
| 2011年6月  | 松吉医療総合カタログvol.800     | 26,000     | 1,192    |
| 2012年7月  | 松吉医療総合カタログvol.900     | 28,700     | 1,240    |
| 2014年1月  | 松吉医療総合カタログvol.1000    | 30,200     | 1,256    |
| 2015年1月  | 松吉医療総合カタログvol.1100    | 30,000     | 1,240    |
| 2016年1月  | 松吉医療総合カタログvol.1200    | 30,700     | 1,236    |
| 2017年1月  | 松吉医療総合カタログvol.1300    | 32,500     | 1,312    |
| 2018年1月  | 松吉医療総合カタログvol.1400    | 33,850     | 1,344    |
| 2019年4月  | 松吉医療総合カタログvol.1500    | 35,000     | 1,408    |
| 2020年11月 | 医療施設総合カタログ2020-21     | 35,700     | 1,472    |
| 2022年4月  | 医療施設総合カタログ2022-23     | 40,000     | 1,600    |